# Passa-Sete
Passa-Sete is een gemeente in de Braziliaanse deelstaat Rio Grande do Sul. De gemeente telt 5.280 inwoners (schatting 2009).

## Aangrenzende gemeenten
De gemeente grenst aan Candelária, Herveiras, Lagoa Bonita do Sul, Lagoão, Segredo, Sinimbu, Sobradinho en Vale do Sol.